# 조선의 사랑꾼
《조선의 사랑꾼》은 TV조선에 방송되는 예능 프로그램이다.

## 기획 의도
혼자보다 둘이라서 더 아름다운 사랑꾼들 그들의 달콤살벌한 러브스토리를 담은 리얼 다큐 예능

## 방송 일정
| 방송 채널 | 방송 시즌 | 방송 기간                          | 방송 시간                          | 비고      |
| --------- | --------- | ---------------------------------- | ---------------------------------- | --------- |
| TV CHOSUN | 1         | 2022년 12월 26일 ~ 2023년 5월 15일 | 매주 월요일 밤 10시 ~ 익일 밤 12시 | 정규 편성 |
| TV CHOSUN | 2         | 2023년 12월 18일 ~ 2024년 9월 30일 | 매주 월요일 밤 10시 ~ 익일 밤 12시 | 정규 편성 |
| TV CHOSUN | 3         | 2025년 1월 6일 ~ 현재              | 매주 월요일 밤 10시 ~ 익일 밤 12시 | 정규 편성 |

## 진행자
시즌 2, 3
- 김국진
- 강수지
- 황보라
- 김지민
- 최성국

## 스페셜 진행자
시즌 3
- 박태환 (61회 ~ 62회)
- 이경실 (63회)
- 이특 (슈퍼주니어) (64회)
- 남보라 (65회 ~ 66회)
- 이용식 (83회)
- 우희진 (84회)

## 출연진
시즌 1
- 박수홍
- 박경림
- 최성국
- 오나미
- 임라라
- 이용식 (4회 이후, 합류)

시즌 2
- 최성국❤️안혜진
- 이수민[1]❤️원혁
- 유현철[2]❤️김슬기[3]
- 천둥[4]❤️미미[5]
- 심현섭❤️정영림
- 줄리엔강❤️제이제이
- 김승현❤️장정윤 (53회 ~ 58회)
- 태진아❤️옥경이 (30회)
- 김준호 (36회)
- 김지호❤️김호진 (44회 ~ 46회)
- 임라라❤️손민수 (45회)

시즌 3
- 심현섭❤️정영림 (61회 ~ 63회, 66회 ~ 76회, 79회 ~ 81회, 84회, 90회 ~ 현재)
- 이경실, 손수아, 손보승 (62회, 63회, 77회, 81회, 85회[6], 86회, 87회)
- 김태원 (부활), 김서현 (딸)❤️예비 사위 (64회, 89회)
- 황보라 (64회, 85회[7])
- 초아❤️김동규 (65회)
- 김준호❤️김지민 (65회, 84회, 86회)
- 서정희❤️김태현 (66회)
- 채리나♥︎박용근 (68회 ~ 77회)
- 양수경 (74회, 75회)
- 강은비♥︎변준필 (78회)
- 김학래, 김동영 (78회, 79회, 82회, 85회, 89회)
- 줄리엔강❤️제이제이 (87회, 88회)
- 임도화♥︎송의환 (90회 ~ )
- 김병만 (91회 ~ )

## 결방 및 편성 변경 사유
2024년
- 9월 16일 - 추석특집 영탁쇼 편성으로 결방.

2025년
- 6월 2일 - 21대 대통령선거 하루 앞두고 뉴스9 특보로 인해 결방.
- 7월 7일 - 《2025 동아시안컵 E-1 챔피언십》 대한민국 VS 중국 생중계로 인한 결방.
- 8월 4일 - 《FC대구 VS FC바로셀로나》 친선 경기 생중계로 인한 결방.

## 같이 보기
관련 항목
- 결혼

방송 프로그램
- 우리 결혼했어요 (MBC TV)